# Édouard Dolléans
Édouard Dolléans, né le  9 avril 1877 à Saint-Fargeau-Ponthierry et mort le 2 septembre 1954 à Villeblevin  est un historien du mouvement ouvrier. Il collabore notamment à la Revue d'économie politique et écrit une histoire du mouvement ouvrier, en trois volumes, qui couvre la période de 1830 à 1953.

## Biographie
Outre son travail d'historien, il est membre du cabinet du secrétariat d’État aux loisirs et aux sports de Léo Lagrange sous le gouvernement du Front populaire, en 1936, puis chef de cabinet du sous-secrétariat d’État au travail Philippe Serre en 1937.
Il participe en 1948 avec Georges Bourgin, à la création de l'Institut français d'histoire sociale.
Il est enterré au cimetière du Père-Lachaise (16e division).

## Publications
- « Le Caractère religieux du socialisme », Revue d'économie politique, 1906, pp. 425 et suivantes.
- Le Chartisme, 1830-1848, Paris, H. Floury, 1912-1913, Prix Halphen de l'Académie française.
- Alphonse Merrheim, CCEO-CGT, 1939.
- Histoire du travail, J. Loviton, 1943.
- Drames intérieurs, Denoël, 1944.
- Proudhon. Coll. "Leurs figures", Gallimard, 1948.
- Histoire du mouvement ouvrier. tome I: 1830 à 1871, Librairie Armand Colin, 1948 ; réédition 1967 Tome 1
- Histoire du mouvement ouvrier. Tome II: 1871 à 1920, Coll. "Économie, Sociétés, Civilisations", Librairie Armand Colin, 1948 ; réédition 1967 Tome 2
- Histoire du mouvement ouvrier. Tome III: 1921 à nos jours, Coll. "Économie, Sociétés, Civilisations", Librairie Armand Colin, 1953 ; réédition 1967 Tome 3
- Féminisme et mouvement ouvrier : George Sand, Les Éditions ouvrières, 1951[1].
- Histoire du travail en France, mouvement ouvrier et législation sociale. Tome 1: Des origines à 1919 Domat-Montchrestien, 1955.
- Histoire du travail en France, mouvement ouvrier et législation sociale. Tome 2: De 1919 à nos jours Domat-Montchrestien, 1955.